# Black Lady (албум)
Black Lady је верзија на енглеском језику другог албума српског рок бенда Смак, објављена 1978. године. Албум је снимљен у студију у Лондону.

## Списак песама
| #  | Назив | Аутор(и) | Трајање |
| -- | ----- | -------- | ------- |
| 1. |       |          | 3:32    |
| 2. |       |          | 5:15    |
| 3. |       |          | 7:40    |
| 4. |       |          | 4:01    |
| 5. |       |          | 6:54    |
| 6. |       |          | 3:38    |
| 7. |       |          | 4:29    |

## Особље
- Борис Аранђеловић - вокал
- Радомир Михајловић „Точак“ - гитара
- Миодраг Петковски „Мики“ - клавијатуре
- Зоран Милановић - бас гитара
- Слободан Стојановић „Кепа“ - бубњеви

### Гост
- Морис Перт - удараљке

### Хармонијум квартет
- Пат Нејлинг - прва виолина
- Џон Најт - друга виолина
- Брајан Мек - виола
- Бен Кенард - виолончело